# Грей, Долорес
Долорес Грей (англ. Dolores Gray; 7 июня 1924, Чикаго — 26 июня 2002, Манхэттен, Нью-Йорк) — американская актриса и певица.

## Биография
Долорес Штайн родилась в Чикаго, Иллинойс в семье Барбары Грей и Генри Штайна. Она выиграла премию «Тони» за роль в мюзикле «Карнавал во Фландрии». Позже подписала контракт со студией MGM.

## Фильмография
| Год       |   | Русское название          | Оригинальное название        | Роль                  |
| --------- | - | ------------------------- | ---------------------------- | --------------------- |
| 1942      | ф | Леди на ночь              | Lady for a Night             | певица                |
| 1944      | ф | Мистер Скеффингтон        | Mr. Skeffington              | певица в ночном клубе |
| 1951—1961 | с | Городской тост            | Toast of the Town            | разные персонажи      |
| 1952      | с | —                         | The Buick Circus Hour        | Ким О’Нилл            |
| 1955      | ф | Всегда хорошая погода     | It’s Always Fair Weather     | Мэделин Брэдвилл      |
| 1955      | ф | Кисмет                    | Kismet                       | Лалюм                 |
| 1956      | ф | Противоположный пол       | The Opposite Sex             | Сильвия Фаулер        |
| 1957      | ф | Модельерша                | Designing Woman              | Лори Шеннон           |
| 1958      | с | Шоу Эдди Фишера           | The Eddie Fisher Show        | в роли самой себя     |
| 1961      | с | Час «Юнайтед Стейтс Стил» | The United States Steel Hour | Каролина Клей         |
| 1988      | с | Доктор Кто                | Doctor Who                   | миссис Ремингтон      |